# Xian de Tuquan
Le xian de Tuquan (突泉县 ; pinyin : Tūquán Xiàn) est un district administratif de la région autonome de Mongolie-Intérieure en Chine. Il est placé sous la juridiction de la ligue de Xing'an.

## Démographie
La population du district était de 307 359 habitants en 1999.